# Balabagan
Balabagan ist eine philippinische Stadtgemeinde in der Provinz Lanao del Sur. Sie hat 26.819 Einwohner (Zensus 1. August 2015).

## Baranggays
Balabagan ist politisch in 27 Baranggays unterteilt.
| - Banago - Barorao - Batuan - Budas - Calilangan - Igabay - Lalabuan - Magulalung Occidental - Magulalung Oriental - Molimoc - Narra - Plasan - Purakan - Buisan (Bengabeng) | - Buenavista - Lorenzo - Lower Itil - Macao - Poblacion (Balabagan) - Upper Itil - Bagoaingud - Ilian - Lumbac - Matampay - Matanog - Pindolonan - Tataya |